# Монтекалво Ирпино
Монтекалво Ирпино (итал. Montecalvo Irpino) је насеље у Италији у округу Авелино, региону Кампанија.
Према процени из 2011. у насељу је живело 2187 становника. Насеље се налази на надморској висини од 563 м.

## Становништво
Према резултатима пописа становништва 2011. у општини је живело 3.907 становника.
| 1931. | 1936. | 1951. | 1961. | 1971. | 1981. | 1991. | 2001. | 2011. |
| ----- | ----- | ----- | ----- | ----- | ----- | ----- | ----- | ----- |
| 5.000 | 5.163 | 6.028 | 5.973 | 5.356 | 5.034 | 4.751 | 4.279 | 3.907 |